# Emilio Bascuñana Galiano
Emilio Bascuñana Galiano (Oriola, 31 de maig de 1959) és un metge i polític valencià del Partit Popular, alcalde de la ciutat d'Oriola entre 2015 i 2022.
Va estudiar medicina a la Universitat de Múrcia. Com a metge, és especialista d'atenció primària i ha ocupat diversos càrrecs en l'administració mèdica a nivell local i provincial.
Va arribar a l'alcaldia d'Oriola l'any 2015 i va revalidar-la a les eleccions de 2019, en ambdues convocatòries sense obtindre la majoria absoluta. La inestabilitat del govern local que va presidir es va vore agreujada l'any 2017 amb l'esclat de l'anomenat "escàndol dels SMS" en què diversos membres del seu equip malparlaven de Bascuñana per missatges de telèfon en el context del congrés local del Partit Popular.

## Corrupció
L'any 2018 va eixir a la llum que possiblement havia cobrat durant sis anys un sou d'assessor a la Direcció Territorial d'Alacant de la Conselleria de Sanitat durant el mandat del conseller Manuel Llombart. L'aleshores consellera Ana Barceló va desvetlar que no existia cap registre de les funcions de Bascuñana a la conselleria.
La Generalitat Valenciana es va presentar com a acusació i va aportar informes que l'incriminaven i el 2020 la Fiscalia anticorrupció el va citar a declarar resultant imputat l'1 d'abril de 2021.
L'escàndol va motivar la presentació d'una moció de censura a l'Ajuntament d'Oriola el juliol de 2018 però la manca de suport de Ciutadans (C's) la va fer fracassar. El 6 d'abril de 2022 va reeixir una segona moció de censura pel que Emilio Bascuñana va ser apartat de l'alcaldia de la ciutat en favor de la socialista Carolina Gracia amb el suport de C's i Cambiemos Orihuela.